# Sejylbek Szauchamanow
Sejylbek Szauchamanow (kaz. Сейiлбек Шаухаманов; ros. Сеилбек Шаухаманов, ur. 15 maja 1939 we wsi Özkent w obwodzie kyzyłordyńskim, zm. 26 sierpnia 2018 w Kyzyłordzie) – radziecki i kazachski polityk.

## Życiorys
W 1962 ukończył Kazachski Instytut Rolniczy, a 1982 Wyższą Szkołę Partyjną w Ałma-Acie, od 1965 w KPZR. Od 1965 funkcjonariusz komsomolski i partyjny, 1987-1989 przewodniczący Komitetu Wykonawczego Tałdykorgańskiej Rady Obwodowej, 1989-1991 I sekretarz Komitetu Obwodowego KPK w Kyzył-Ordzie. Jednocześnie 1990-1991 przewodniczący Kyzyłordyńskiej Rady Obwodowej i członek KC KPZR, następnie 1992-1995 kierował administracją obwodu kyzyłordyńskiego. Honorowy obywatel Chorezmu i obwodu kyzyłordyńskiego.

## Odznaczenia
- Order Rewolucji Październikowej
- Order Czerwonego Sztandaru Pracy
- Order „Znak Honoru”
- order Przyjaźni Narodów
- Order "Kurmet" (2001).